# Згорнє Ветрно
Згорнє Ветрно (словен. Zgornje Vetrno) — поселення в общині Тржич, Горенський регіон, Словенія. Висота над рівнем моря: 657,9 м.